# 兵庫県道564号厚利社線
兵庫県道564号厚利社線（ひょうごけんどう564ごう あつとしやしろせん）は、兵庫県加東市を通る一般県道である。

## 概要
加東市厚利から加東市社に至る。

### 路線データ
- 起点：加東市厚利（兵庫県道75号小野藍本線交点）
- 終点：加東市社（嬉野交差点、国道372号交点）
- 総延長：6.635 km

## 路線状況

### 道路施設

#### 橋梁
- 栄枝橋（厚利川、加東市）

## 地理

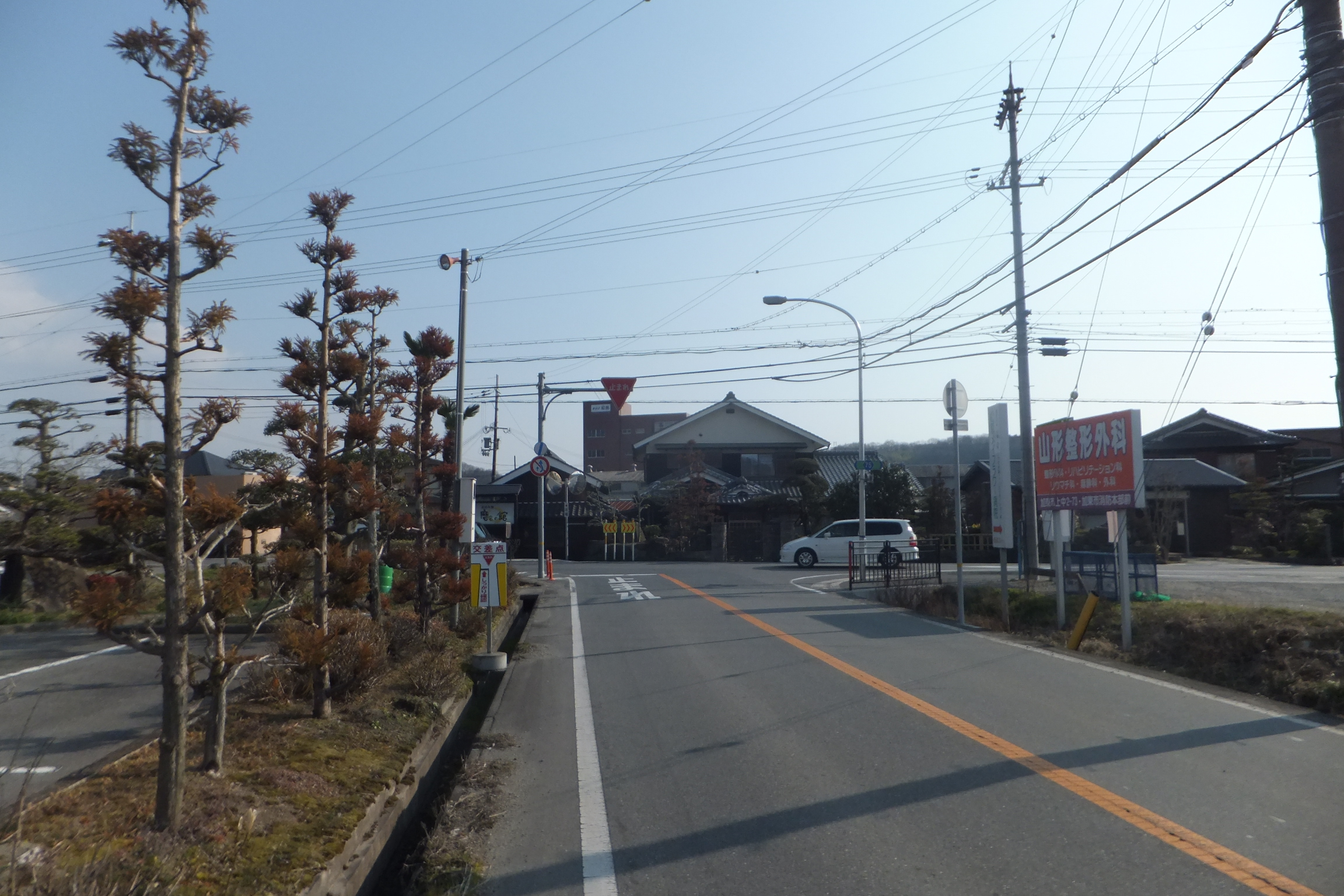
起点付近
加東市厚利で撮影

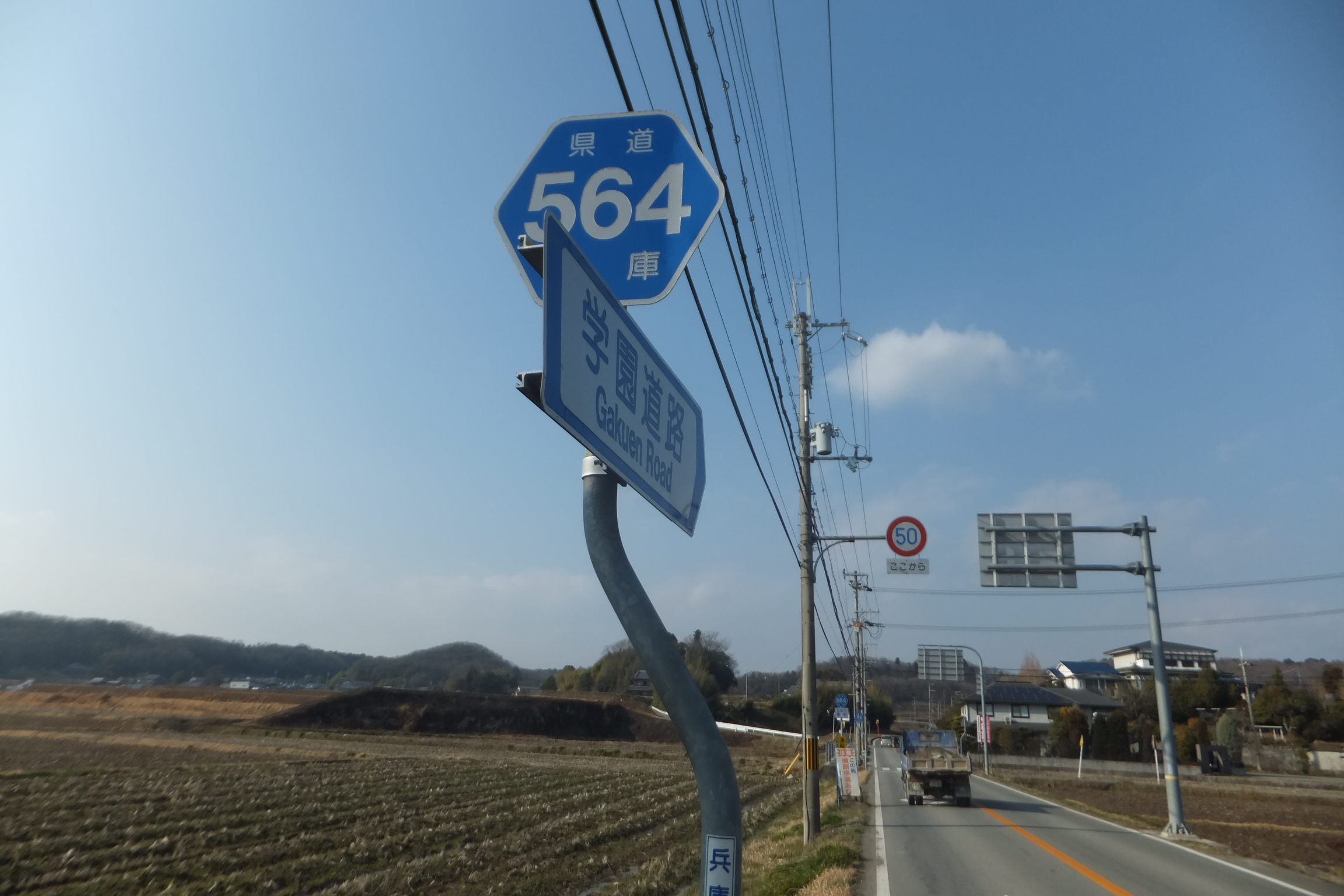
本道の標識
加東市厚利で撮影

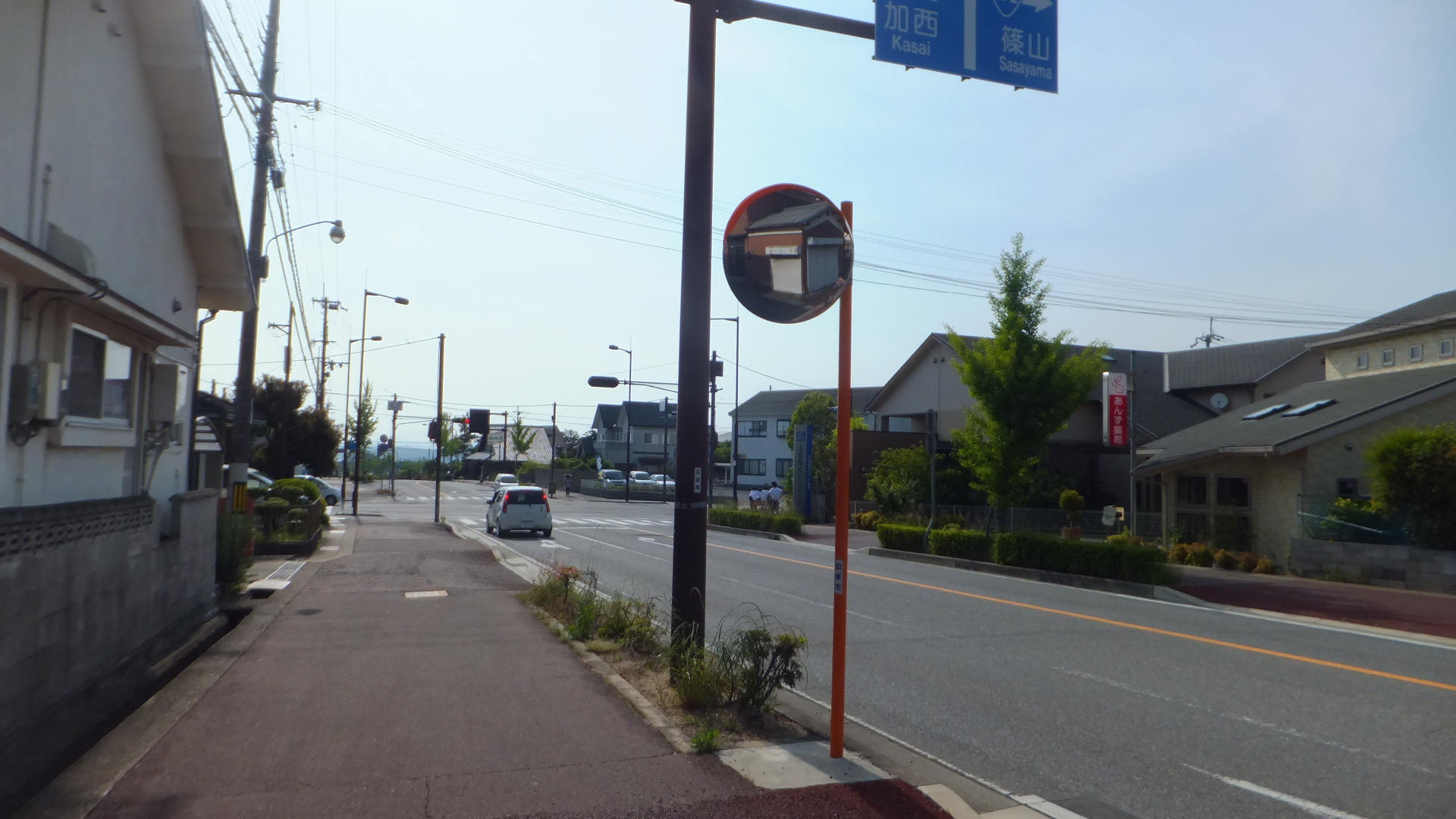
終点付近
加東市社で撮影

### 通過する自治体
- 加東市

### 交差する道路
| 交差する道路           | 交差する場所 | 交差する場所      |
| ---------------------- | ------------ | ----------------- |
| 兵庫県道75号小野藍本線 | 厚利         | 起点              |
| 国道372号              | 社           | 嬉野交差点 / 終点 |

### 沿線
- 東条川
- 兵庫教育大学
- 兵庫教育大学附属幼稚園
- 兵庫教育大学附属小学校
- 兵庫教育大学附属中学校
- 兵庫県立社高等学校
- 加東市役所